# Liturgusa nubeculosa
Liturgusa nubeculosa är en bönsyrseart som beskrevs av Gerstaecker 1889. Liturgusa nubeculosa ingår i släktet Liturgusa och familjen Liturgusidae. Inga underarter finns listade i Catalogue of Life.